# Актюбинский завод хромовых соединений
Актю́бинский завод хромовых соединений (каз. Ақтөбе хром қосындылары зауыты) — промышленное предприятие в городе Актобе, Казахстан. Выпускает монохромам, бихромат натрия, хромовый ангидрид, хромовые дубители и другие. Сырьем является хромовая руда. Строительство завода началось в 1949 году, первая очередь введена в строй 1957 году, вторая — 1963 году. Хромовые соединения используются в авиационных, нефтяных, нефтедобывающих, фармацевтических, лакокрасочных, текстильных и кожевенных и других отраслях промышленности. Продукция экспортируется во многие страны мира (США, Бельгия, Япония, Франция, Германия и другие).
С 1996 по 2015 год находился под управлением фирмы Special chemical Inc (Лихтенштейн). Согласно данным рейтингового агентства «Эксперт РА Казахстан» АО АЗХС на 2015 год занимает 164-е место в списке крупнейших компаний

## Акционеры
На 31 декабря 2016 года состав акционеров выглядит следующим образом:
- CHROMACHEM: 31 % (простые акции)
- CAPELLA INVEST: 20 % (простые акции)
- VALMORE COMMERCIAL: 20 % (простые акции)
- ARCHEM LIMITED: 10 % (привилегированные акции)
- Другие юридические и физические лица: 19%